# Aluminiumbrons

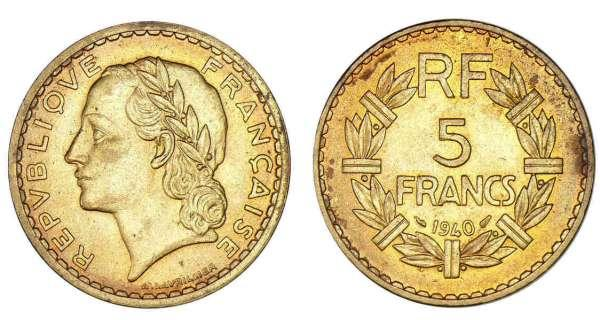
5 francmynt av aluminiumbrons från 1940.

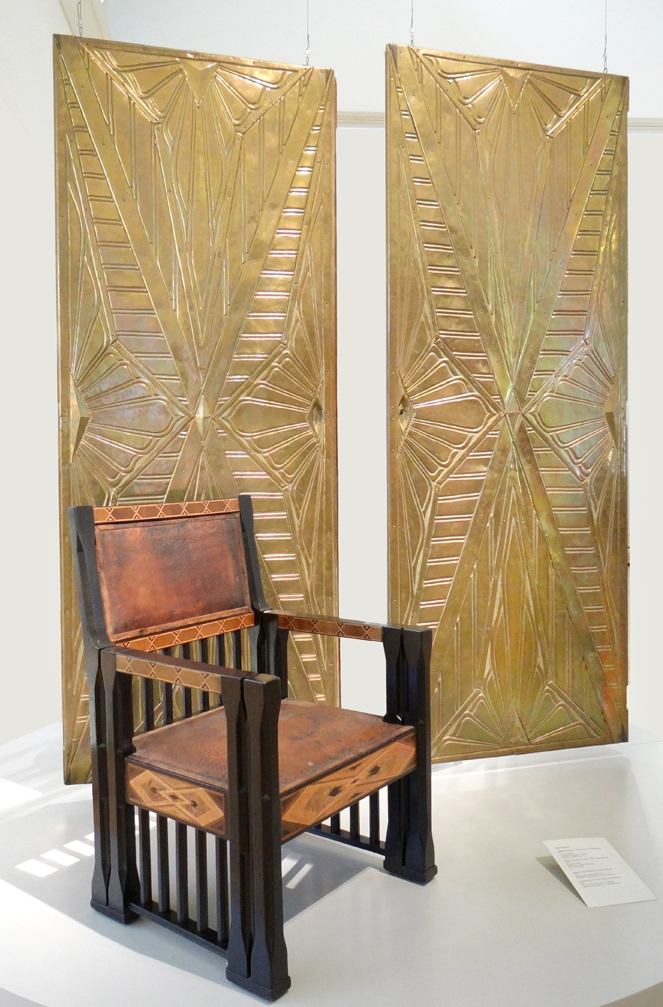
De stora plattorna i bakgrunden är av aluminiumbrons.

Aluminiumbrons är en kopparlegering med omkring 10 procent aluminium.
Den har en guldgul färg. Legeringen är lätt att gjuta, är seg och hård. Den är lämpad för skarp gravyr.
Den kan poleras blank och håller sig oföränderlig i luft.